# Losinoponny
Losinoponnyn är en hästras av ponnytyp som härstammar från norra Spanien. Losinoponnyerna är väldigt ovanliga och föds upp i halvvilt tillstånd i Burgosområdet. Ponnyerna är starka och säkra på foten och är nästan alltid svarta, utan vita tecken.

## Historia
Losinoponnyerna har sin hemvist mellan bergen i Kantabrien och området Burgos, i närheten av gränsen till Baskien i norra Spanien. Deras härkomst är ganska okänd och de första dokumentationerna om rasen dök inte upp förrän på 1920-talet. Trots det hävdar uppfödarna att rasen härstammar från den berömda spanska hästen och bör då ha utvecklats så tidigt som innan 1600-talet. Losinoponnyerna visar en tydlig karaktär som påminner om de spanska hästarna och deras ättlingar, Andalusiern och Lusitanon. Den franska Baskien är även hemvist för Pottokponnyn och de två raserna är troligtvis besläktade. Pottokponnyn har dock existerat i över 10 000 år i Baskien, baserat på grottmålningar från bergen, men det finns inga målningar på Losinoponnyer. En teori är att Losinon utvecklats mycket senare med hjälp av Pottokponnyer som utavlats med de spanska hästarna av franska smugglare som använde Pottokponnyn som transportdjur mellan Frankrike och Spanien.
Losinoponnyn har alltid levt i ett halvvilt tillstånd i bergen, men år 1980 var Losinoponnyn nära utrotning, främst på grund av att stona hämtades ner från bergen och korsades med åsnor för att avla fram mulor, och med större kallblodshästar för att användas till köttproduktion. En del av ponnyerna hade även avlats med större ridhästar som Andalusier och arabiska fullblod för att öka storleken på ponnyerna och göra dem mer attraktiva som ridponnyer för barn som tävlingsred.
Rasens räddning blev en privat upfödare som köpte de sista renrasiga Losinoponnyerna. Han lyckades få tag i 33 ston och 2 hingstar som han ansåg vara rena Losinoponnyer. Ponnyerna släpptes då lösa och fick leva halvvilt och återuppfödas naturligt. Uppfödaren startade även en förening för rasen för att öka intresset för ponnyn. År 2000 hade stammen ökat till hela 200 ponnyer. 
Ungefär samtidigt som stammen börjat öka drabbades uppfödaren även av en lång rad med saboteringar, bland annat när stängslen skars sönder och ponnyerna rymde. De förrymda hästarna förstörde grödor och fält på gårdarna i närheten och de lokala bönderna stämde uppfödaren som gick i konkurs. Stammen splittrades då när uppfödaren var tvungen att sälja flocken. Rasen fick ytterligare ett bakslag när myndigheterna tackade nej till att hjälpa till i bevarandet. En anledning var att man inte ansåg att rasen var tillräckligt unik, baserat på de redan existerande Losinoponnyerna som hade förädlats och förbättrats.
Idag finns det enbart två uppfödare av renrasiga Losinoponnyer i Spanien som föder upp ponnyerna i ett halvvilt tillstånd i kalkstensbergen i Burgos, där de enbart samlas ihop för att brännmärkas, registreras och eventuellt säljas. Hästarna får klara sig själva resten av året och är därför ibland hårt utsatta för varg som lever i området. För att bevara rasen säljs inga hingstar eller ston, uan enbart valackar. Idag finns mellan 300 och 400 registrerade Losinoponnyer.

## Egenskaper
På grund av skillnader i uppfödningen mellan de två olika uppfödarna så varierar utseendet något hos de två olika flockarna. Den ena flocken har ett mer primitivt utseende, likt Pottokponnyn medan den andra flocken påminner mer om de gamla spanska hästarna eller den moderna Andalusiern.
Gemensamt för hela rasen är att det är en typisk bergsponny som är säker på foten, sund och uthållig. Ponnyerna är sega och långlivade. Losinoponnyer är ca 130-135 cm i mankhöjd och är för det mesta svarta, eller i enstaka fall svartbruna. Huvudet har en rak nosprofil och små öron. Bröst och rygg är bred och nacken är kraftig och stark.